# Der liebe Augustin (1960)
Der liebe Augustin ist ein 1959 entstandener deutscher Spielfilm von Rolf Thiele nach einem Drehbuch von Barbara Noack und Gregor von Rezzori. Vorlage war der gleichnamige romantische Roman von Horst Wolfram Geißler. Es wirkten eine Reihe von Jungschauspielerinnen und -er mit, die später zu einiger Bekanntheit gelangten.

## Handlung
Zu Beginn der deutschen Romantik, Anfang des 19. Jahrhunderts: Augustin Sumser ist ein wahrer Herzensbrecher seiner Zeit. Nach dem Besuch des Fürstbischöflichen Seminars in Meersburg und einer kurzen Ausbildung bei einem Geigenbauer in Mittenwald, wo er erstmals auch die Frauenwelt studierte, zieht er in die Welt hinaus, um, wie er sagt, das Leben kennenzulernen. Der betagte Dr. Mesmer in Lindau am Bodensee nimmt sich seiner an und beginnt diesen sympathischen Luftikus und Taugenichts in sein Herz zu schließen. Eines Tages lernt Augustin die auf Reisen befindliche, eigenwillige und recht hübsche Engländerin Lady Ann kennen, die Gefallen an dem charmanten und stets ein wenig unschuldig wirkenden Womanizer findet. Zum Dank für einige schöne, gemeinsam verbrachte Stunden überlässt sie Augustin eine hübsche Spieldose. Er ist von diesem aparten Geschenk, seinem Klang und seiner raffinierten Bauweise so fasziniert, dass er beschließt, Konstrukteur von Spieluhren zu werden. Augustin zeigt darin großes Talent und bald hat er sich als Spieldosenbauer einen Namen gemacht, der weit über Lindaus hinausreicht.
Größer noch als sein Talent als Instrumentenbauer zeigt sich jedoch sein Verlangen nach romantischen Abenteuern mit der holden Damenwelt. Bald wendet er sich der jungen Lindauer Fürstäbtissin Friederike von Bretzenheim zu, die sein Herz aufgehen lässt. Doch auch diesmal währt das junge Glück zwischen der jungen Adeligen und dem Schwadroneur nicht allzu lange, denn eine Intrige bereitet dieser Liaison ein abruptes Ende. 
Der liebe Augustin, wie man ihn bald nur noch nennt, findet nunmehr Anstellung als Sekretär des Barons Gravenreuth, der ihn auf seine Reisen durch Europa mitnimmt. Jetzt endlich lernt Augustin die von ihm stets ersehnte „große, weite Welt“ kennen, doch zurück im heimatlichen Lindau erwartet ihn nun endlich auch die große Liebe. Sie heißt Susanne, liebt den Tausendsassa aufrichtig und wird schließlich seine Frau. Dieser Ehe entspringt ein gemeinsames Kind. Eines Tages stirbt Susanne im Kindbett. Zutiefst betrübt verlässt Augustin Lindau und begegnet noch einmal der verheirateten Fürstäbtissin. Es ist der alte Dr. Mesmer, der ihn in untröstlichem Zustand wieder findet und ihm mit seiner Altersweisheit und mit Rat und Tat neuen Lebensmut gibt.

## Produktionsnotizen
Der Film Der liebe Augustin entstand ab Oktober 1959 bis zum 21. November desselben Jahres an Drehorten am Bodensee (Lindau, Bregenz) sowie in Wasserburg am Inn, in Dinkelsbühl, in Schloss Schleißheim und an der  Romantischen Straße. Die Uraufführung fand am 21. Januar 1960 in den Münchner Kammerlichtspielen statt. Die österreichische Erstaufführung war am 12. Februar 1960.
Für die Bauten zeichneten Arno Richter und Felix Smetana, der auch eine winzige Rolle als napoleonischer Offizier spielte, verantwortlich, die Kostüme entwarf Charlotte Flemming. Frank Roell war Produktionsleiter, Hans Abich Herstellungsleiter.
Dieser Film ist kein Remake der 1940er-Produktion Der liebe Augustin, in deren Mittelpunkt ein Bänkelsänger und Vagabund gleichen Namens, eine typische Wiener Volkstype des 17. Jahrhunderts, steht.

## Kritiken
„Einen ‚Erzähler von biedermeierlich-sorgloser Lebens- und Liebesseligkeit‘ nennt der Große Brockhaus den Sachsen Horst Wolfram Geißler, den Autor des ‚Lieben Augustin‘. Rolf Thiele (‚Das Mädchen Rosemarie‘, ‚Labyrinth‘) wollte es ihm mit dieser Verfilmung nachtun und stellte sich naiv: Nebelschleier, Nixenzauber und überhaupt den ganzen Katalog deutscher Lesebuch-Romantik bot er auf, um damit drei Liebeserlebnisse des Spieldosenmachers vom Bodensee zu garnieren. Die schlichten Herztöne, auf die er aus ist, vermag der Regisseur allerdings nicht so gut zu produzieren wie die gelegentlich eingesprenkelte Ironie. Sie verschont leider die Hauptgestalt (Matthias Fuchs), einen milden Tropf von beträchtlicher Harmlosigkeit, der sich wie die Inkarnation des deutschen Michel ausnimmt.“

Paimann’s Filmlisten resümierte: „Dabei war man, mit der Parodie liebäugelnd, um die Romantik des Vorwurfes bemüht, indem man der einen durch, Zeitgeschichte andeutende, Zinnsoldatenszenen und Dialognuancen Rechnung trug, für die andere aber nur versonnene Landschaften und Interieurs ins Treffen führte, doch bei den – bis auf Forster – zu nüchternen Mitwirkenden wenig Unterstützung fand.“

„Die mal possenhafte, mal rührselig verfilmte Geschichte über den Spieldosenmacher Augustin Sumser, der sich nacheinander in drei Frauen verliebt, eine englische Lady, eine Äbtissin und eine Bürgerstochter, und die letztere schließlich heiratet. Malerische Bilder und biedermeierliche Romantik in einem insgesamt zu ausladend geratenen Film.“